# Amphitheater von Arles

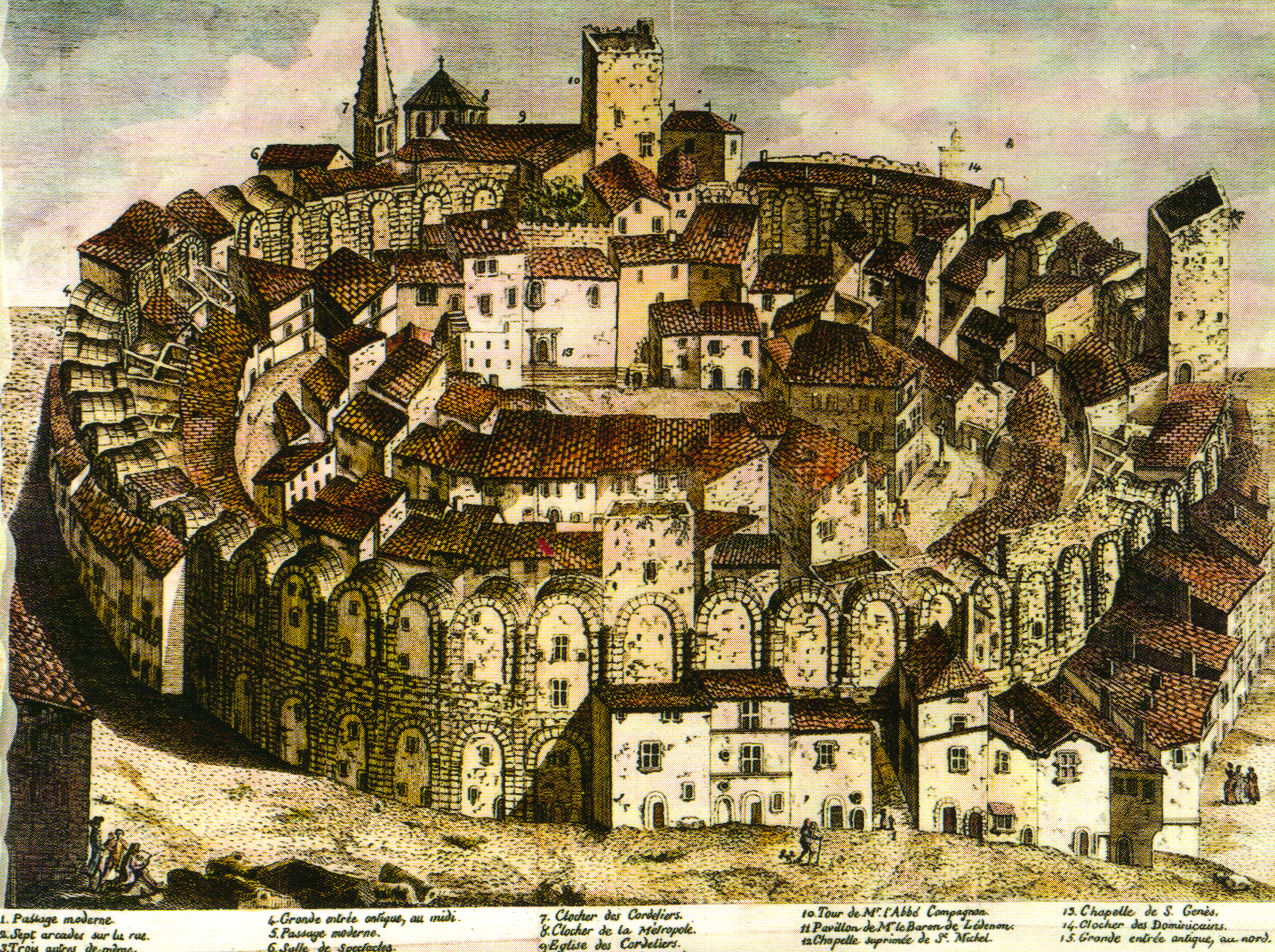
Das Amphitheater im 18. Jahrhundert
(Stich von Jean Baptiste Guibert)

Das Amphitheater von Arles ist ein zwischen 80 und dem beginnenden 2. Jahrhundert n. Chr. auf einem Hügel erbautes römisches Amphitheater in der südfranzösischen Stadt Arles. Es bestand ursprünglich aus drei Geschossen mit je 60 Arkaden und bot etwa 25.000 Zuschauern Platz.

## Beschreibung

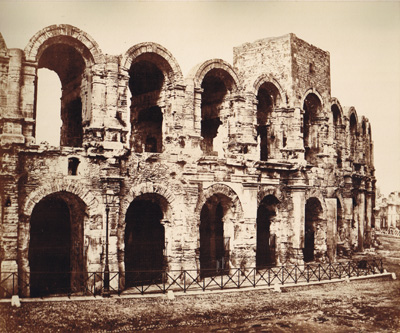
Édouard Baldus: Foto (1851)

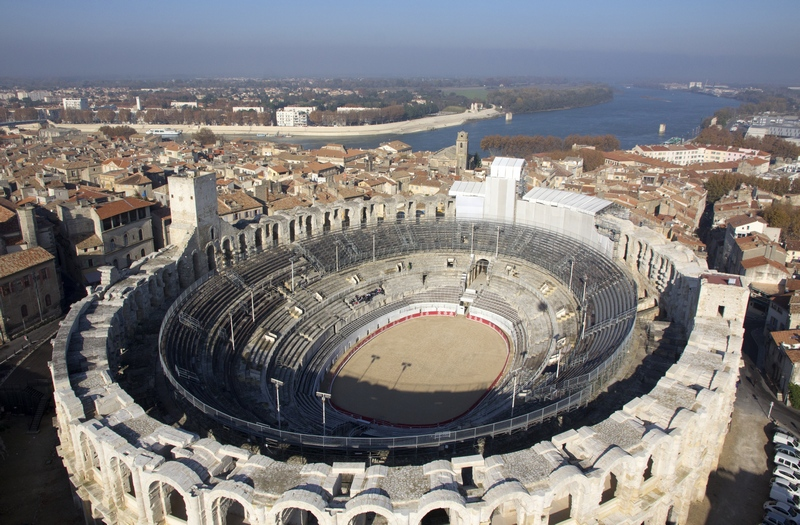
Blick von oben auf das Amphitheater mit dem Fluss Rhone im Hintergrund (2011)

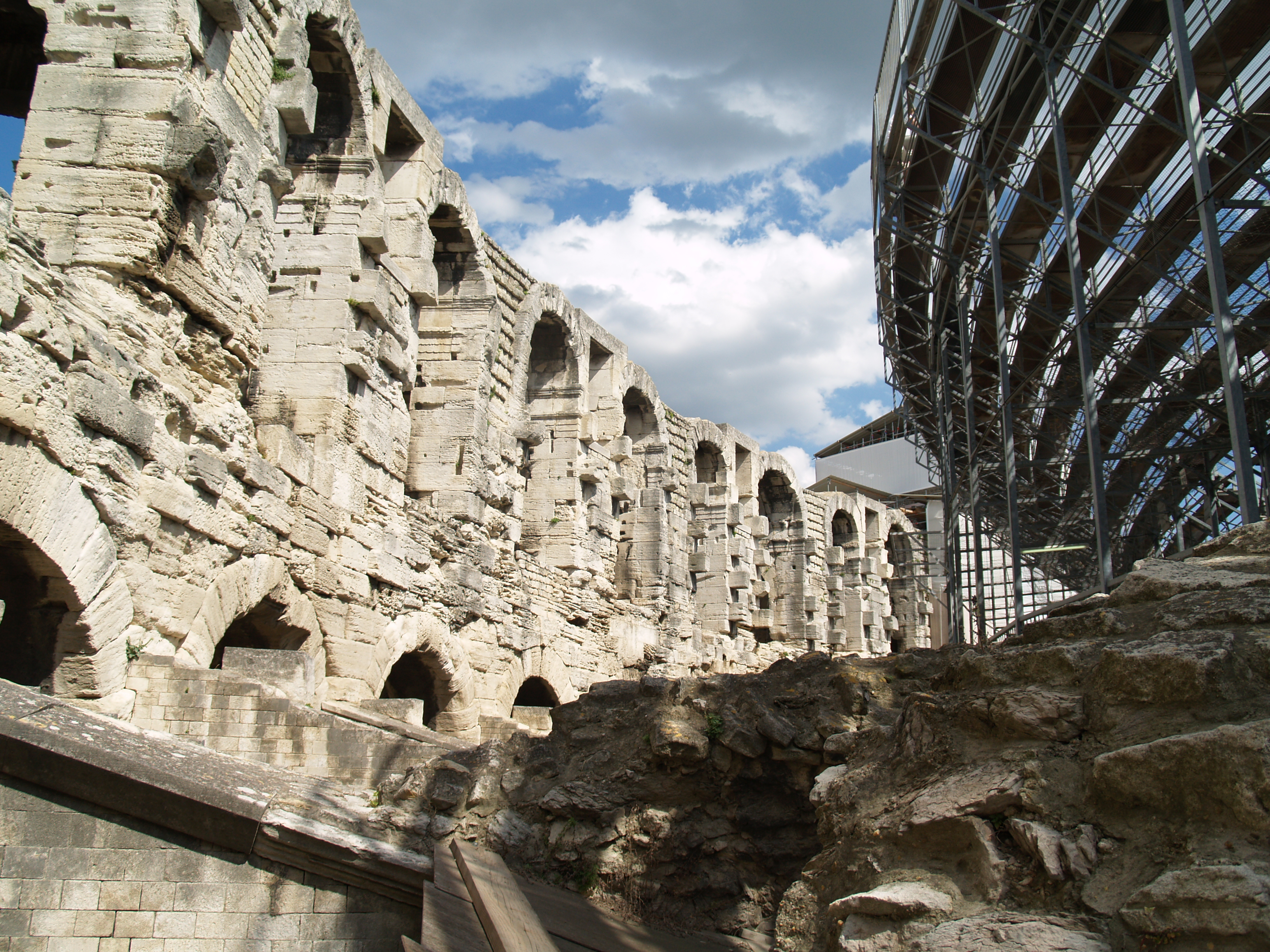
Innere Nordseite (2009)

Aufgrund von archäologischen Forschungen kann die Entstehungszeit des Bauwerks auf die Jahre 90 bis 100 n. Chr. eingegrenzt werden. Dazu wurde ein Teil der ursprünglichen, südlichen Stadtbefestigung aus der augusteischen Zeit kurz nach der Stadtgründung im Jahre 46 n. Chr. abgerissen. Der Bau wurde im Norden des antiken Arles auf dem Nordhang des Hügels Colline de la Hauture errichtet. Er ist etwas jünger als das römische Kolosseum. Das Amphitheater steht auf einer Grundfläche von 1,15 Hektar. Damit ist es etwa halb so groß wie das Kolosseum und mit einer Länge von 136 Meter und einer Breite von 107 Meter etwas größer als das Amphitheater (133 Meter × 101 Meter) im nahen Nîmes. Die Fassade von 21 Meter Höhe in zwei Etagen mit je 60 Rundbogen-Arkaden aufgeteilt. Im Gegensatz zu heute, der Haupteingang liegt auf der Nordseite, war dieser zu römischer Zeit im Westen; daran erinnern noch Treppenreste. Die ansteigenden Ränge des Theaters (maenianum) aus 34 Stufen waren für die unterschiedlichen Gesellschaftsschichten in vier Ränge unterteilt. Durch eine Sitzbreite von 40 Zentimeter ergab sich eine Kapazität von 21.000 Zuschauern. Heute sind die oberen Reihen zerstört.
Es war für die Architekten und Ingenieure nicht einfach, das Labyrinth von Gängen und Galerien so zu konstruieren, dass einerseits eine reibungslose Vorführung der wilden Tiere, andererseits die Sicherheit der Zuschauer gewährleistet war. Dazu bediente man sich u. a. 10 verschiedener Ebenen, auf denen die Zuschauer nicht mit den Akteuren zusammentrafen. Ein ausgeklügeltes System von zirkulären Galerien, horizontalen Passagen und gegeneinander versetzten Treppen im Zusammenspiel mit „Platzkarten“ ermöglichte ein zügiges Auffinden der Zuschauerplätze. Die Spielfläche, der zentrale Platz des Geschehens, war mit einem Holzboden belegt und etwa 2 Meter höher als heute sichtbar. Sie war von den Zuschauerrängen durch eine etwa 2,50 Meter hohe Mauer getrennt. Unter dem Holzboden sorgte eine Konstruktion von Balken und Mauern für seine Stabilität und gab Raum für die Maschinerie und die für die Vorführungen notwendigen Ausstattungen.

## Spätere Nutzung

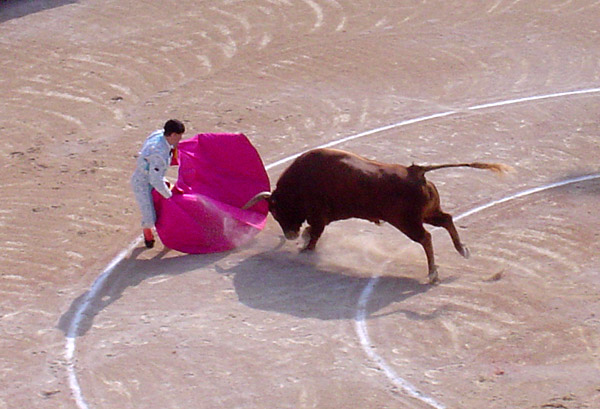
Les Arènes d’Arles: Corrida

Das Amphitheater blieb bis zum Ende der Antike intakt und in Funktion. Der Geschichtsschreiber Procopius von Caesarea vermerkt, dass noch im Jahr 539 der in Paris residierende Merowingerkönig Childebert I. hier solche Spiele sehen wollte. Die letzten Spiele fanden 549 statt.
Gegen Ende des 6. Jahrhunderts wurde das Amphitheater zu einem befestigten Siedlungskern mit letztlich etwa 200 Häusern. Der Arzt und Geograf Hieronymus Münzer beschreibt dieses Viertel 1495 als Wohnort armer Leute und der französische König Franz I. soll sich bei seinem Besuch von 1516 bedauernd über den traurigen Zustand des Gebäudes geäußert haben.
Im Jahre 1735 beschloss der Stadtrat von Arles den Wiederaufbau eingestürzter Häuser im Inneren des Amphitheaters.
Ab 1826 wurden die An- und Zubauten mit Ausnahme der vier mittelalterlichen Wehrtürme nach Enteignung der 212 Häuser schrittweise beseitigt und 1830 hier bereits wieder ein Fest (aus Anlass der Eroberung Algeriens) gefeiert. Am 30. Dezember 1840 ließ die Commission archéologique die letzten an das Theater angebauten Häuser abreißen. 1844 lag das Gebäude frei.
Auf Anregung des Schriftstellers und Generalinspekteurs der französischen Baudenkmale Prosper Mérimée ist das Amphitheater seit 1840 offiziell als Monument historique, also als nationales Baudenkmal, qualifiziert, seit 1981 auch als Welterbe im Sinn der UNESCO.
Um einen weiteren Verfall einzudämmen oder aufzuhalten, werden ständig Instandhaltungsarbeiten durchgeführt, unter anderem soll die Arena erhöht und eine Grundwasserdrainage eingebaut werden.

## Persönlichkeiten
Zahlreiche Persönlichkeiten verknüpf(t)en ihre Lebensgeschichte mit dem Amphitheater in Arles. Dazu gehören berühmte Toreros wie Paquirri, El Cordobés, El Viti, Luis Miguel Dominguín und sein Schwager Antonio Ordoñnez, deren Rivalität in einem Roman von Hemingway beschrieben wurde. Auch Pablo Picasso, Freund Dominguins, und Jean Cocteau besuchten Stierkämpfe in Arles. Auch Ray Charles ist im Juni 1990 in den Katakomben des Amphitheaters aufgetreten.
Das Gebäude taucht als Motiv bei Vincent van Gogh und Picasso auf.

## Aktueller Zustand

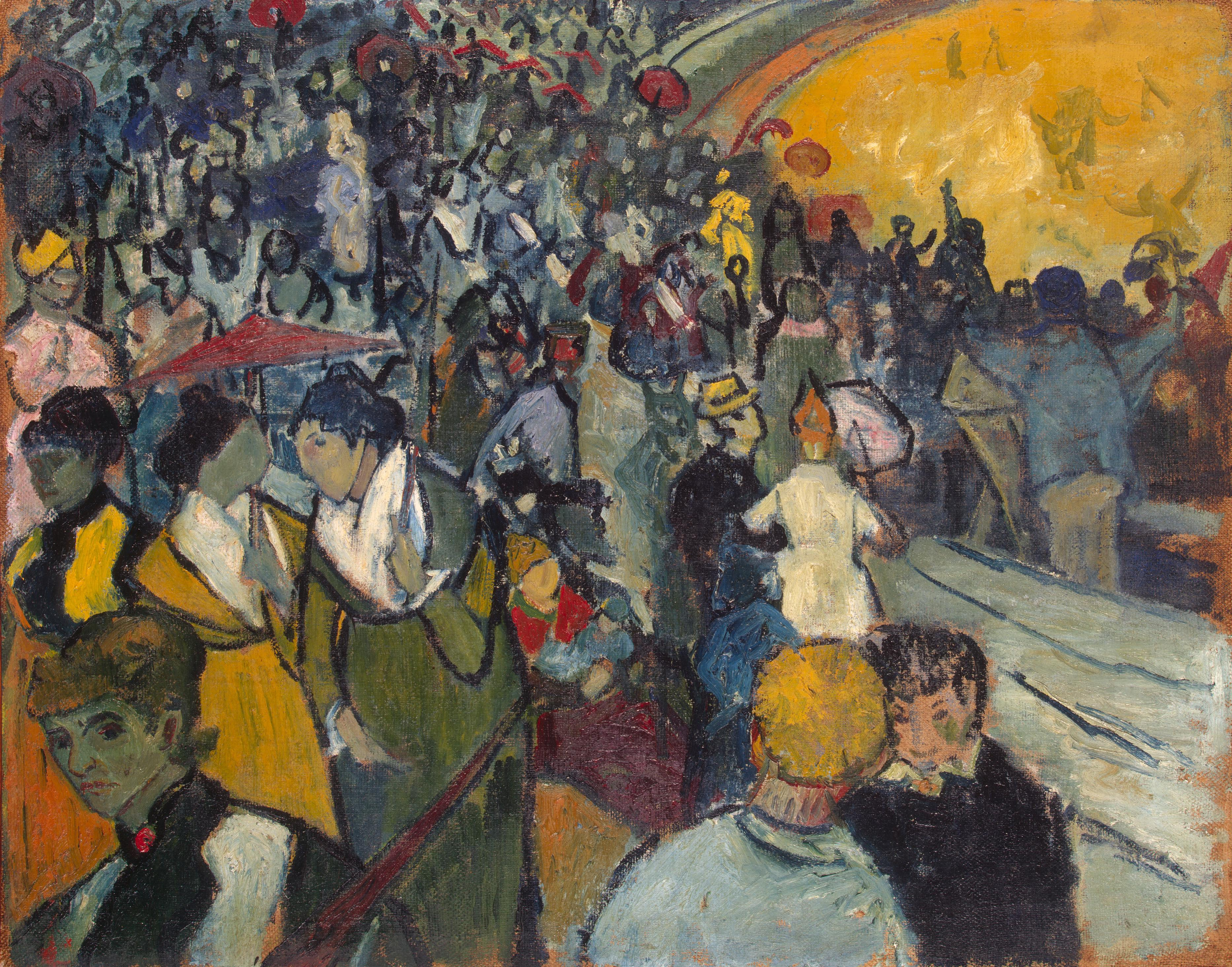
Vincent van Gogh: Les arènes d’Arles (1888)

Das Bauwerk weist zahlreiche Lücken auf, wodurch eine Rekonstruktion nicht einfach ist: Das oberste Stockwerk ist zerstört, fast alle Sitzstufen fehlen und der innere Umgang auf der ersten Etage ist nur im Osten erhalten.
Heute dient das Gebäude unter anderem als Ort des nur in Südfrankreich zugelassenen Stierkampfs, der unblutigen Stierspiele (Courses Camarguaises), aber auch von Theater- und musikalischen Aufführungen.